# Семинол (округ, Оклахома)
Семинол (англ. Seminole County) — округ в центре штата Оклахома, США. Столица — Уэвока. Согласно переписи 2020 года в округе проживало 25 482 человека.
Округ был создан в 1907 году. Большая часть округа была резервацией племени семинолов Оклахомы, которые до сих пор сохраняют юрисдикцию над некоторыми землями в округе. Небольшая часть земли в восточной части округа принадлежала народу криков. Округ Семинол известен Большим семинольским нефтяным месторождением, которое было открыто в 1926 году.

## Географическое положение
Площадь округа 1700 км². Округ ограничен на севере рекой Норт-Канейдиан-Ривер, а на юге — рекой Канейдиан-Ривер.

### Соседние округа
- Окфаски — северо-восток
- Хьюс — восток
- Понтоток — юг
- Поттавотоми — запад

## Население
| Год переписи | Нас.  |  | %±     |
| ------------ | ----- |  | ------ |
| 1910         | 19964 |  | —      |
| 1920         | 23808 |  | 19,3%  |
| 1930         | 79621 |  | 234,4% |
| 1940         | 61201 |  | −23,1% |
| 1950         | 40672 |  | −33,5% |
| 1960         | 28066 |  | −31%   |
| 1970         | 25144 |  | −10,4% |
| 1980         | 27473 |  | 9,3%   |
| 1990         | 25412 |  | −7,5%  |
| 2000         | 24894 |  | −2%    |
| 2010         | 25482 |  | 2,4%   |
| 2020         | 23556 |  | −7,6%  |

В 2020 году на территории округа проживало 23 556 человек, насчитывалось 9357 домашних хозяйств. Население округа по возрастному диапазону распределилось следующим образом: 24,5 % — жители младше 18 лет, 57,5 % — от 18 до 65 лет и 18,0 % — в возрасте 65 лет и старше. Медианный возраст населения — 38,5 лет. Расовый состав: белые — 61,3 %, афроамериканцы — 4,0 %, азиаты — 0,3 %, коренные американцы — 19,7 % и представители двух и более рас — 13,0 %. Высшее образование имели 14,4 %.
В 2019 году медианный доход на семью оценивался в 44 826 $, на домашнее хозяйство — в 38 588 $. 22,6 % от всей численности населения находилось на момент переписи за чертой бедности.

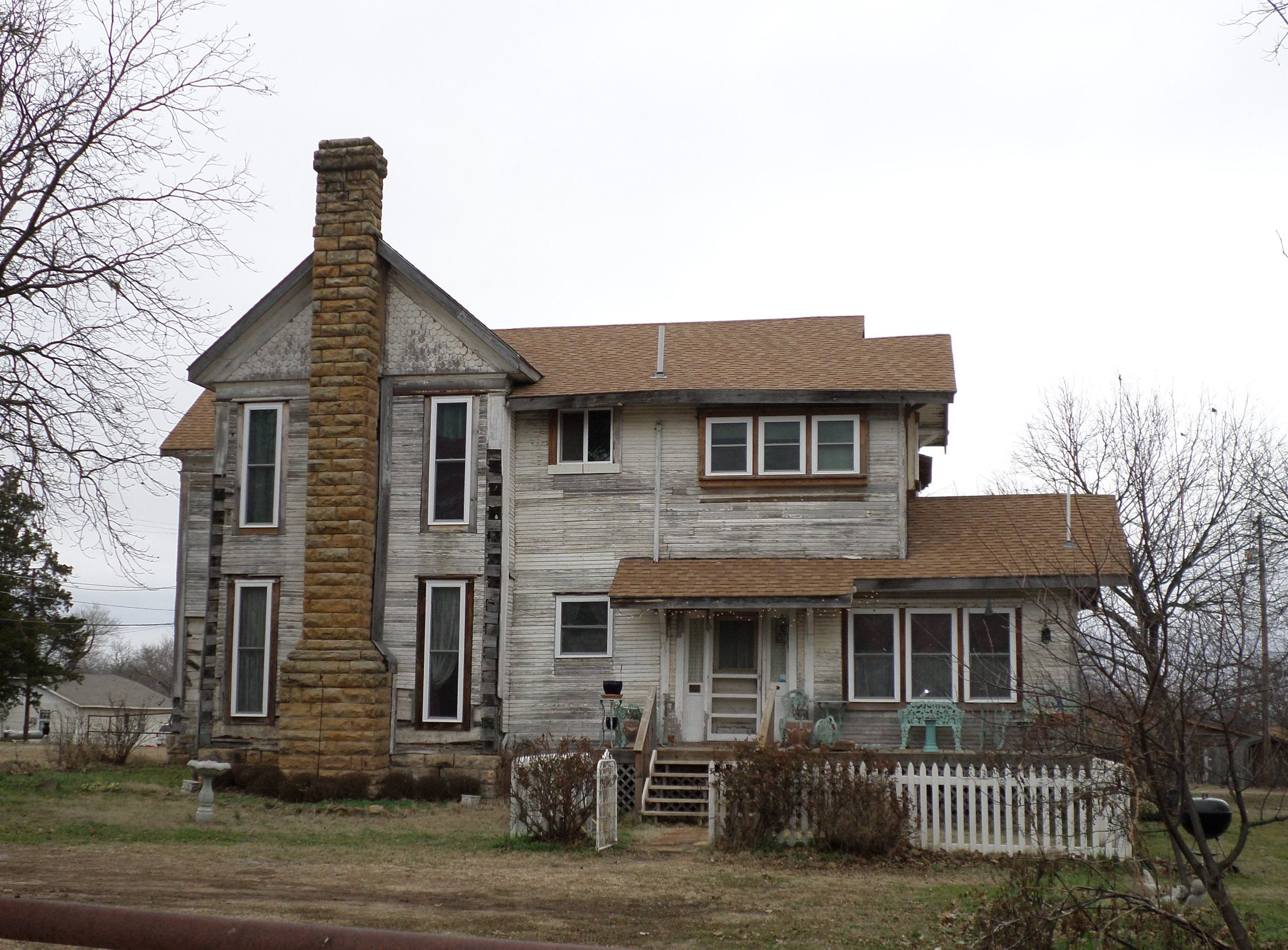
Дом Джексона Брауна в Уэвоке
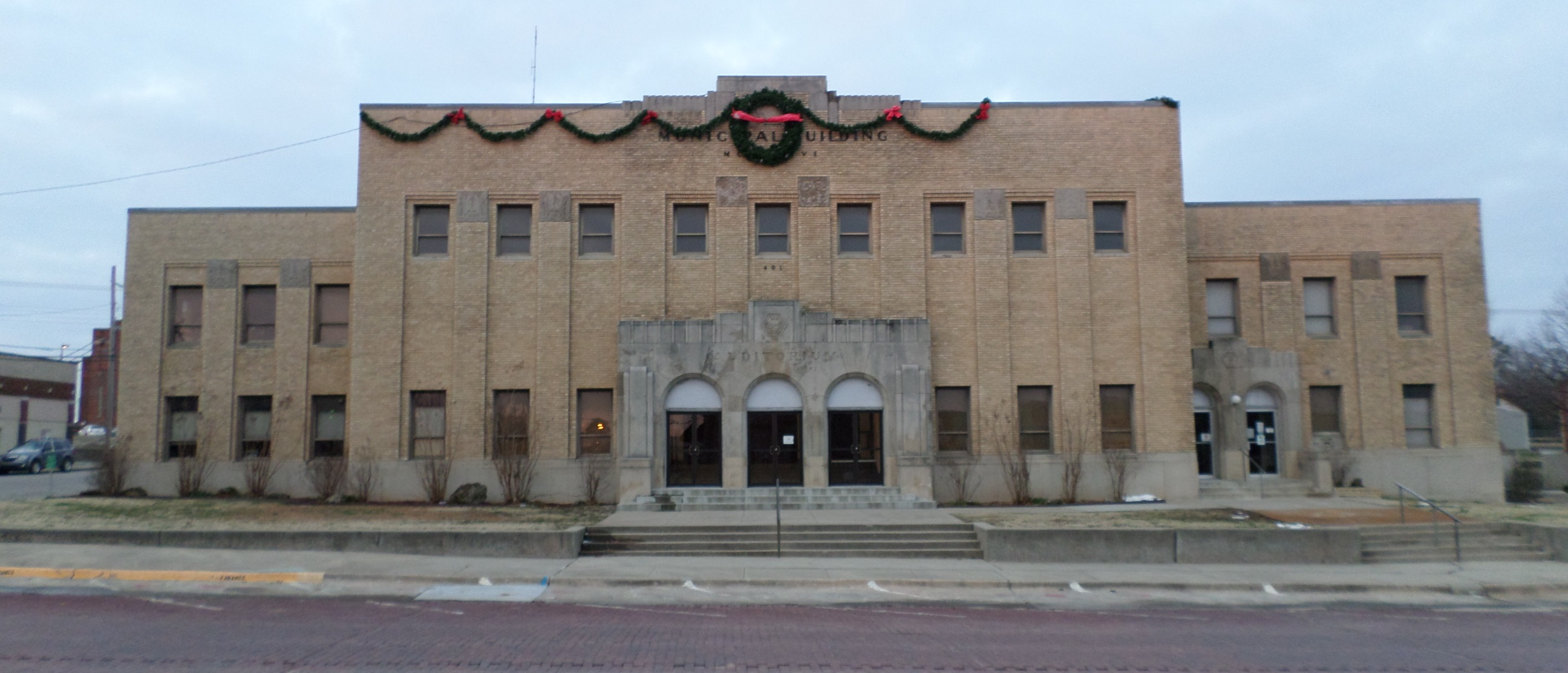
Муниципальное здание в Семиноле